# Vườn quốc gia Thái Lỗ Các
Vườn quốc gia Thái Lỗ Các (tiếng Trung: 太魯閣國家公園; bính âm: Tàilǔgé Gúojiā Gōngyuán; Bạch thoại tự: Thài-ló͘-koh Kok-ka Kong-hn̂g) là một trong chín vườn quốc gia ở Đài Loan. Tên của nó được đặt theo tên của hẻm núi Thái Lỗ Các điển hình tại vườn quốc gia. Nó trải rộng qua các thành phố Đài Trung, Nam Đầu, và Hoa Liên.

## Lịch sử
Ban đầu nó được thành lập như là vườn quốc gia Tuyết Sơn-Thái Lỗ Các 次高タロコ国立公園 (Nhật: Tsugitaka Taroko kokuritsu kōen) bởi Tổng đốc Đài Loan vào ngày 12 tháng 12 năm 1937 khi Đài Loan con là một phần của Đế quốc Nhật Bản. Sau khi Nhật Bản thất bại trong Chiến tranh thế giới thứ hai, Trung Hoa Dân Quốc kiểm soát Đài Loan. Chính phủ Trung Hoa Dân Quốc sau đó xóa bỏ vườn quốc gia này vào ngày 15 tháng 8 năm 1945. Mãi cho đến ngày 28 tháng 11 năm 1986 thì nó mới được tái lập.

## Hình ảnh

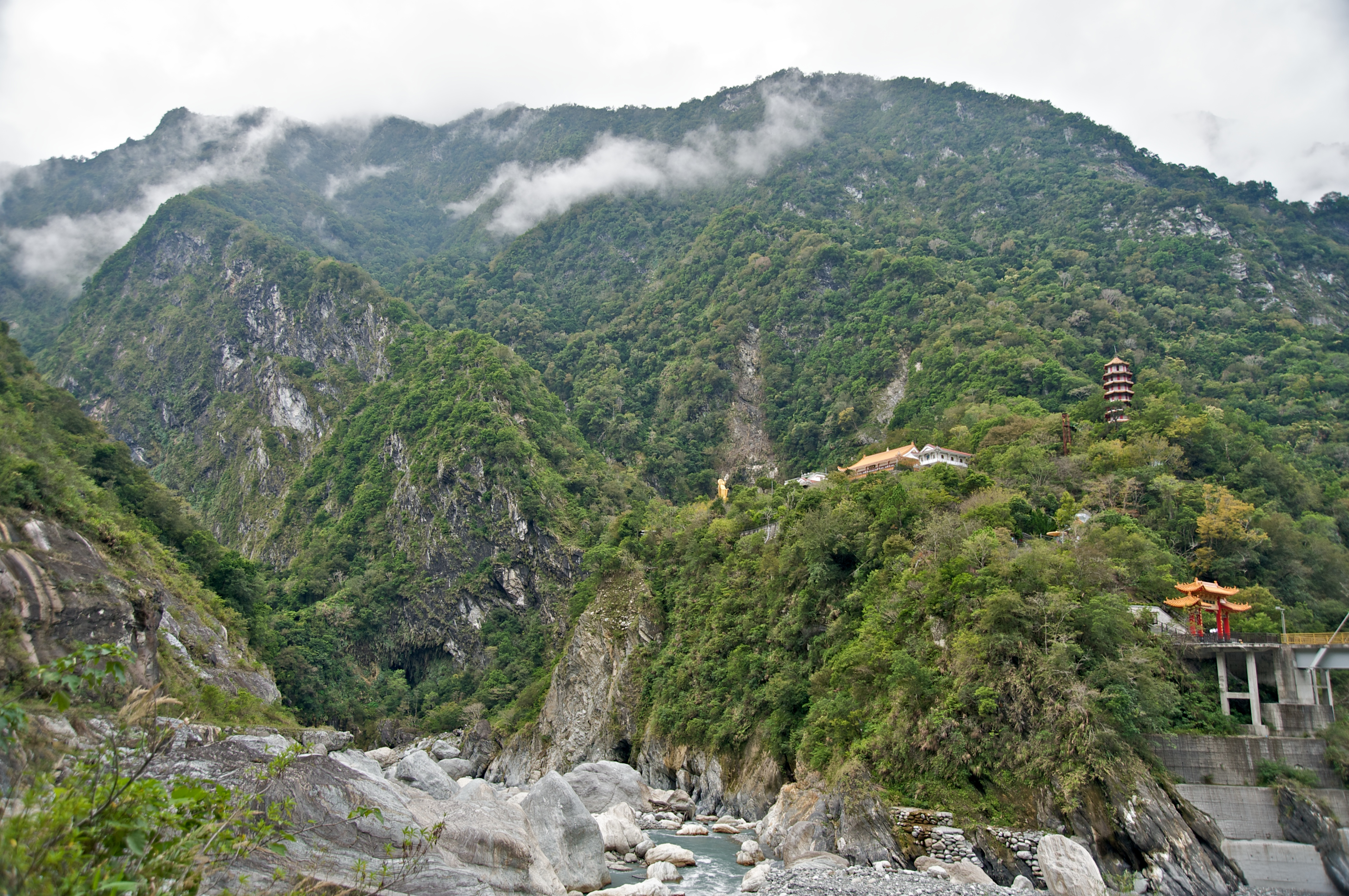
Thái Lỗ Các
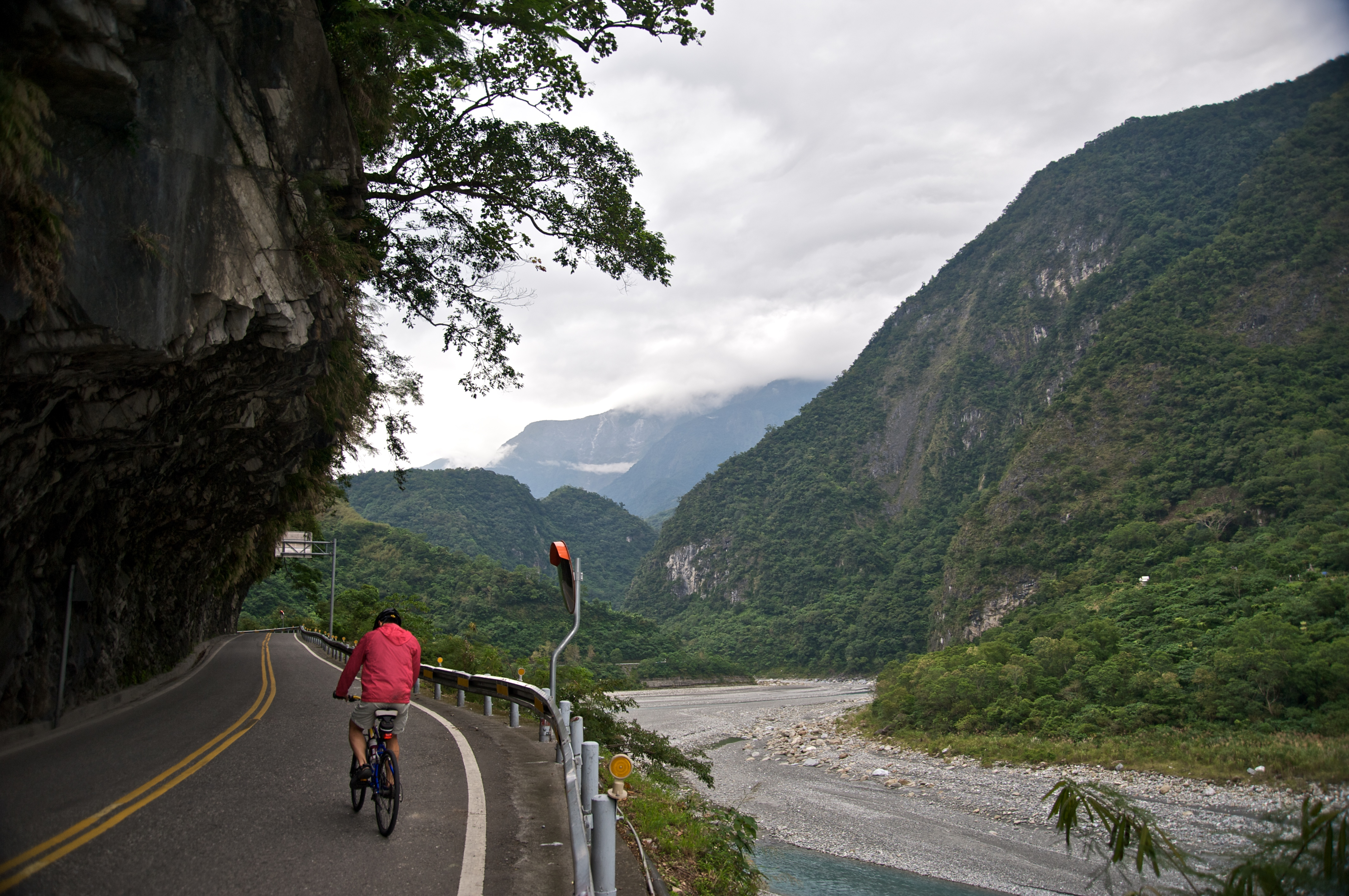
Đạp xe lên dốc
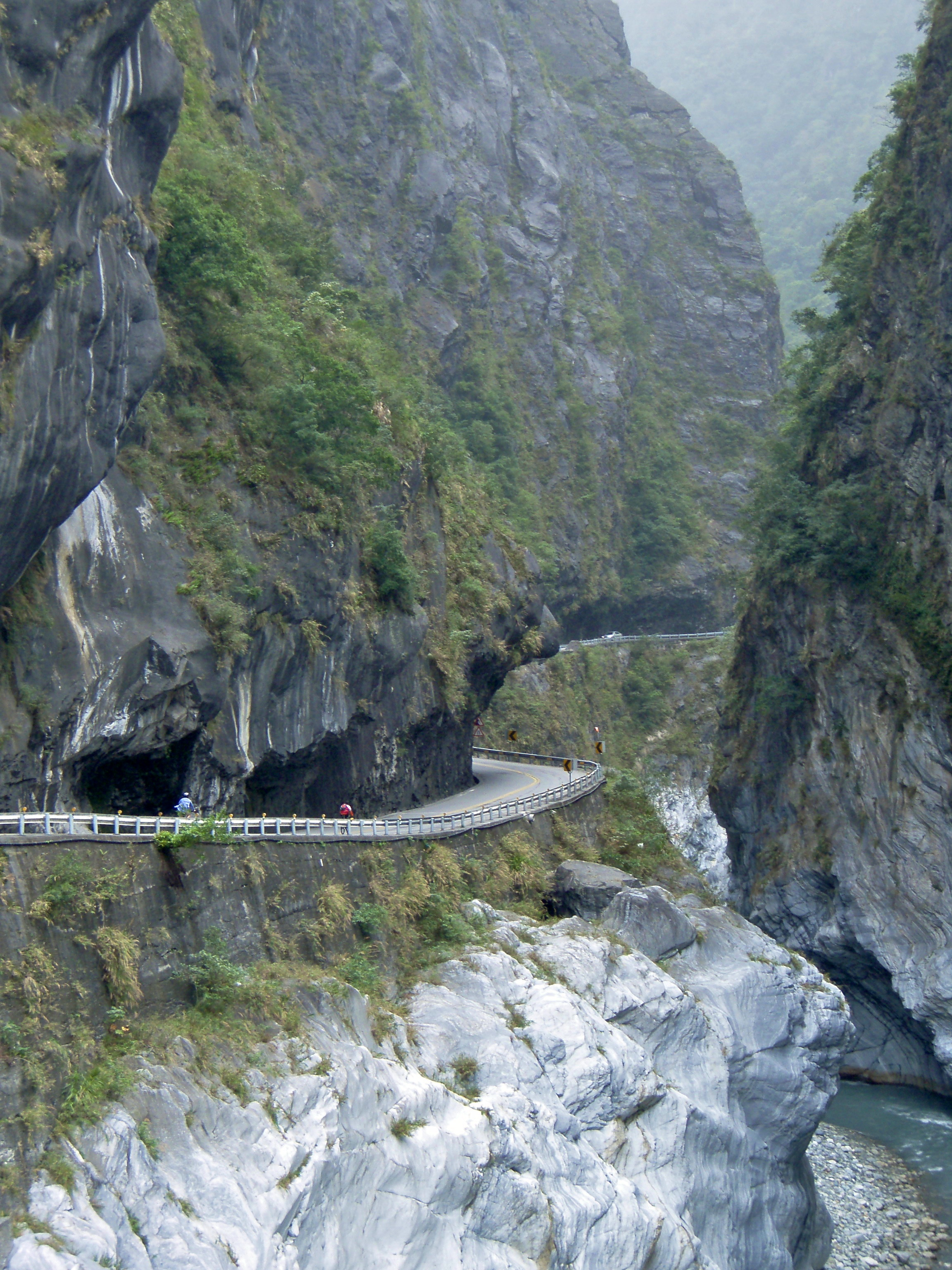
Người đi xe đạp và xe động cơ đi chung con đường
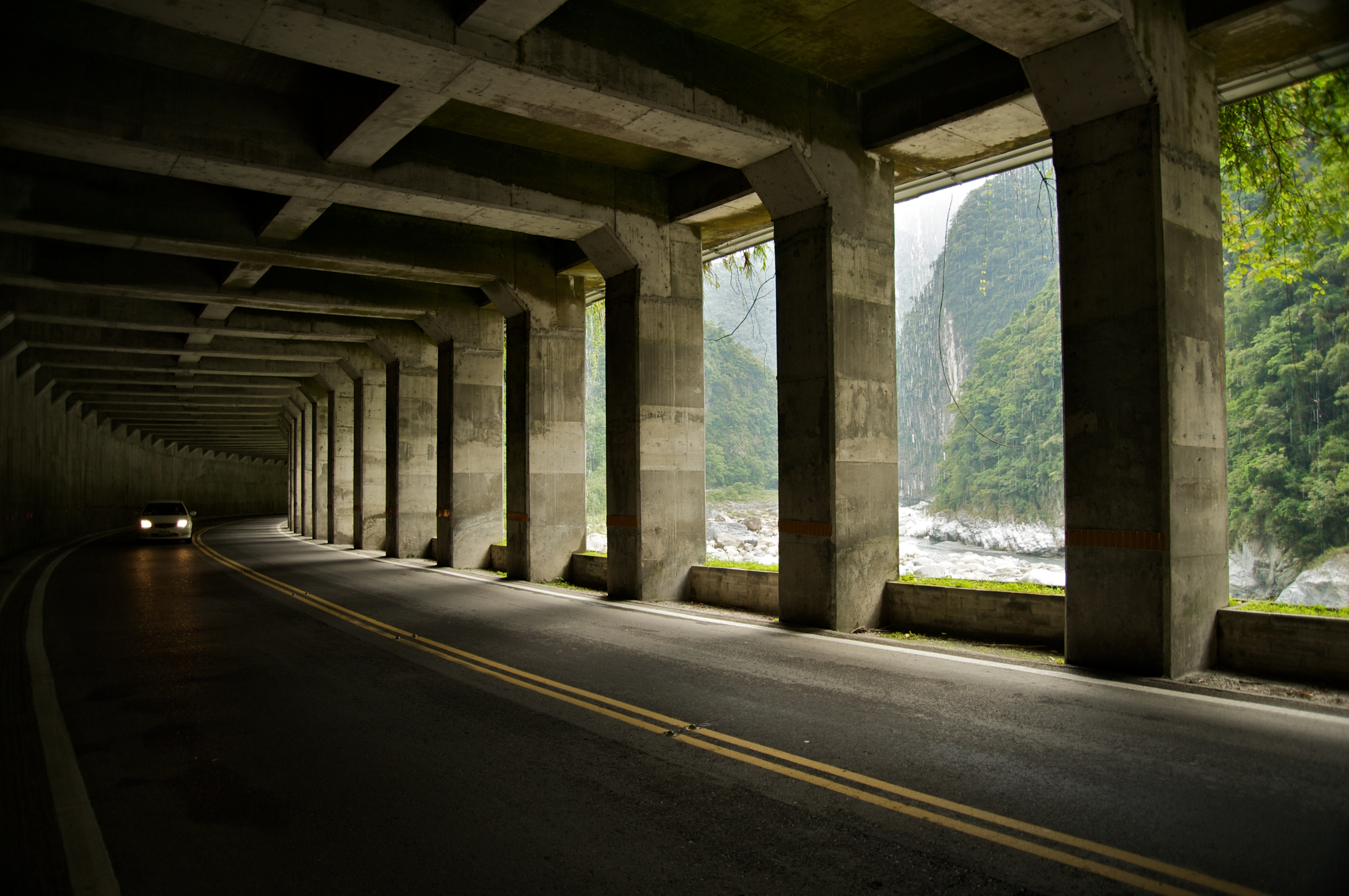
Hầm xuyên qua thác nước
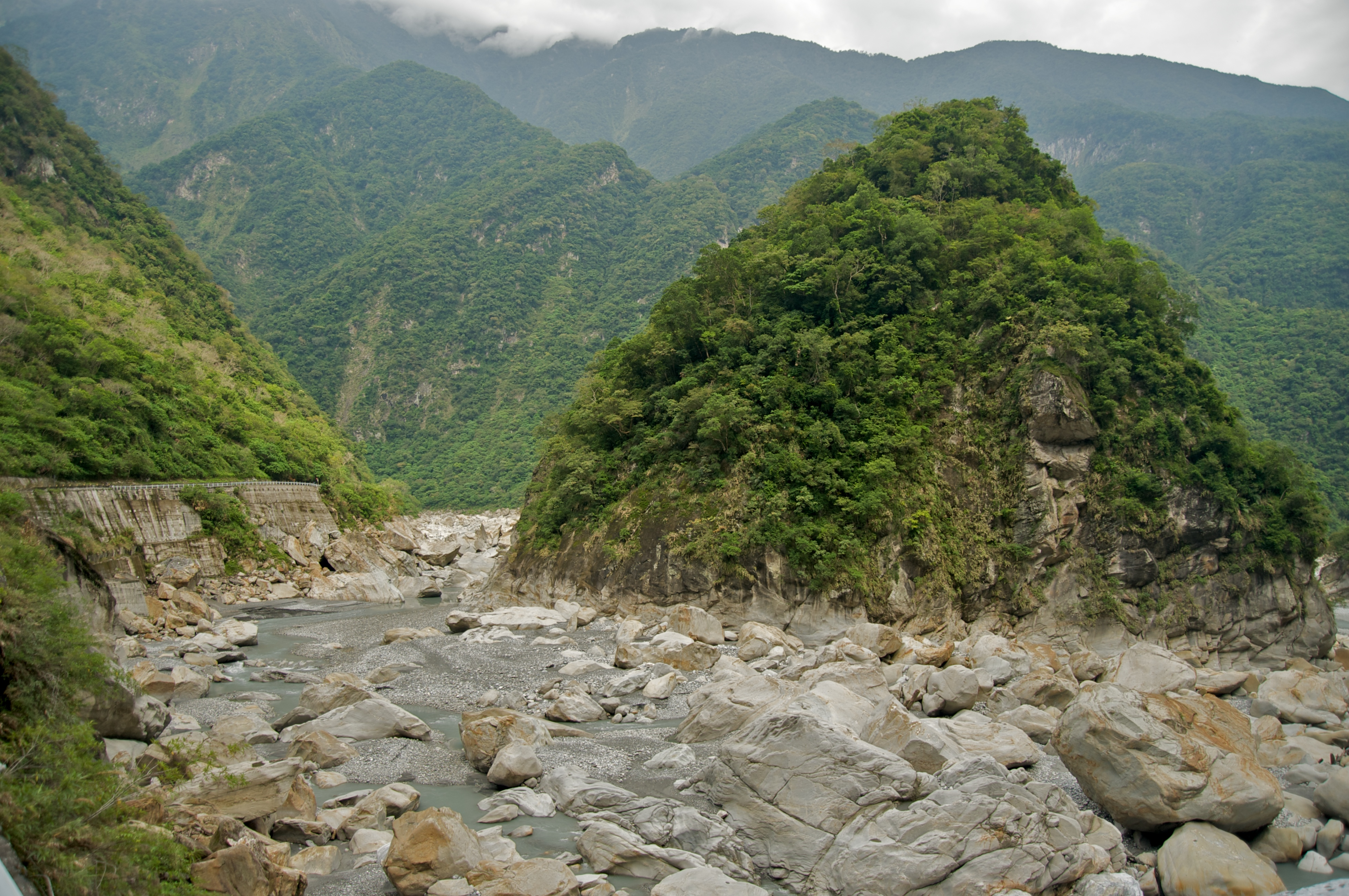
Cảnh hẻm núi
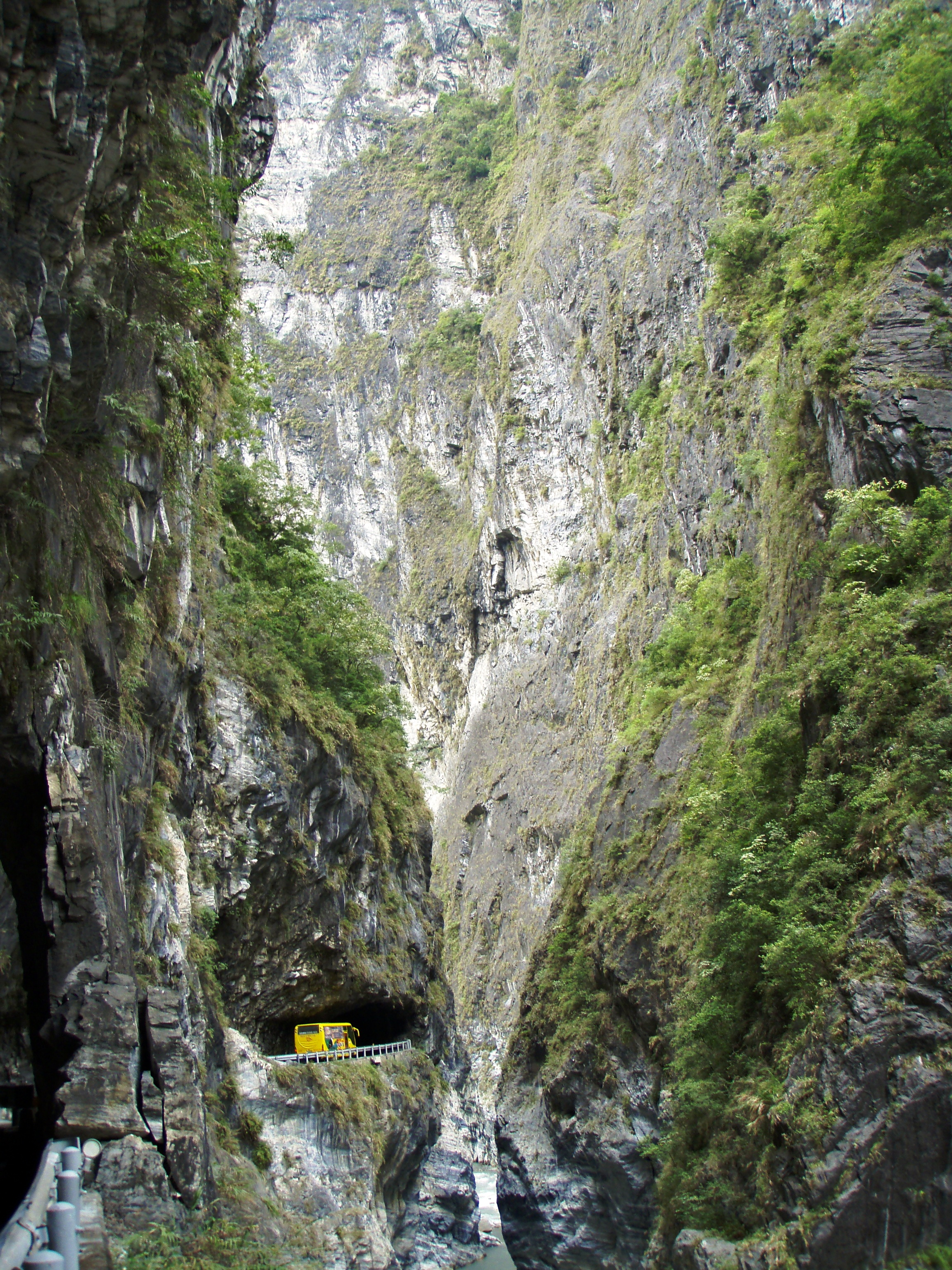
Thái Lỗ Các
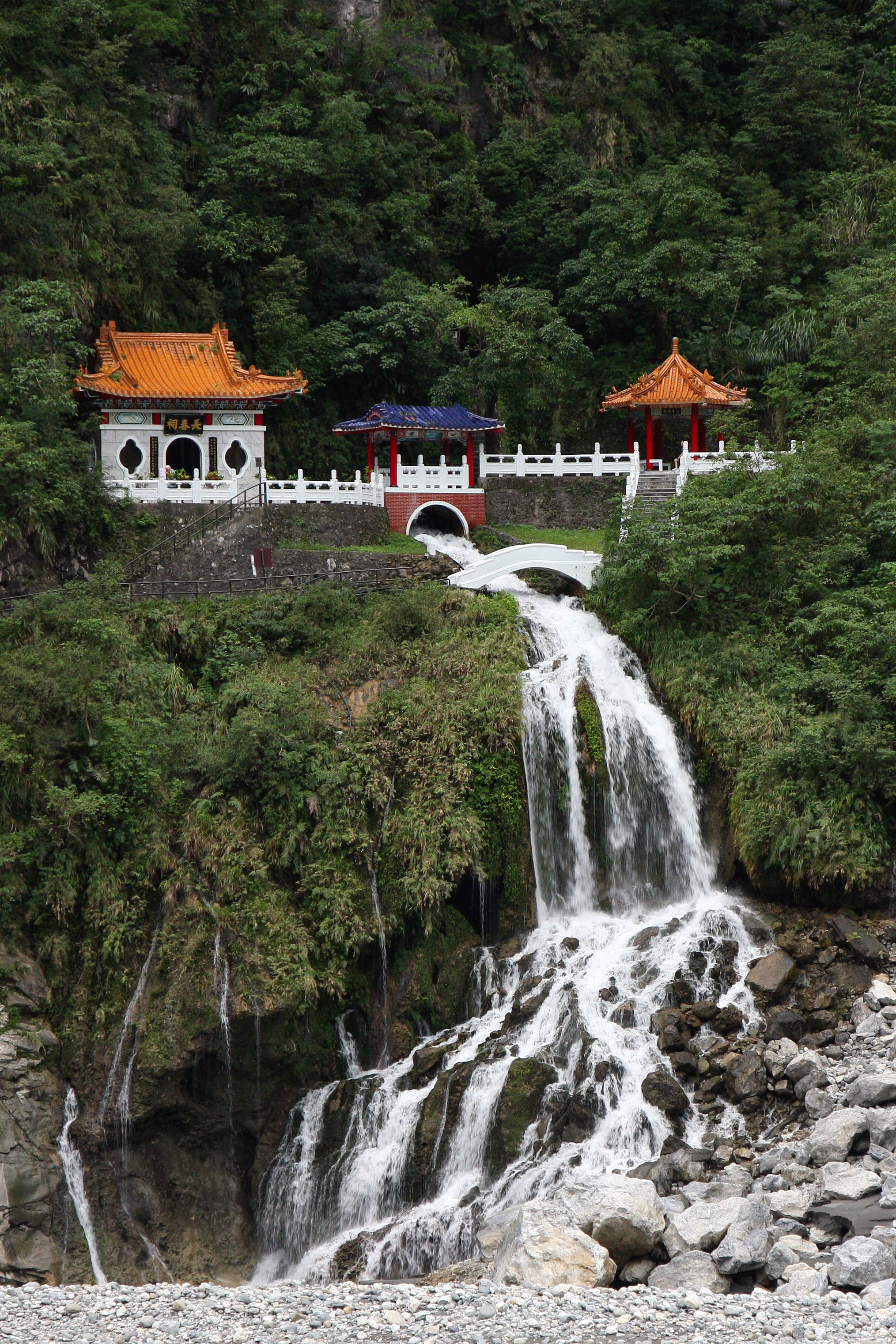
Đền thờ Trường Xuân, Vườn quốc gia Thái Lỗ Các, bờ biển phía đông của Hoa Liên
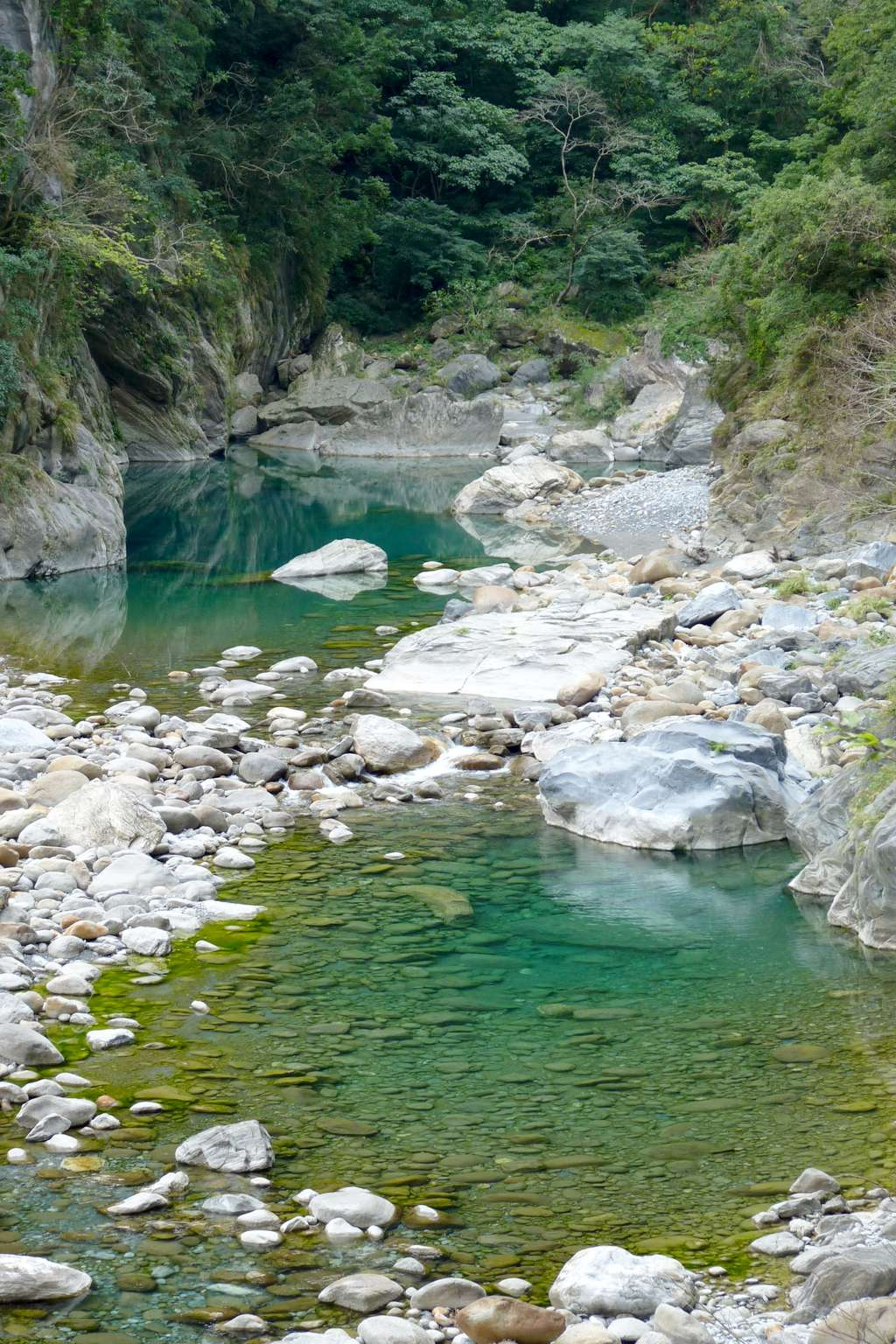
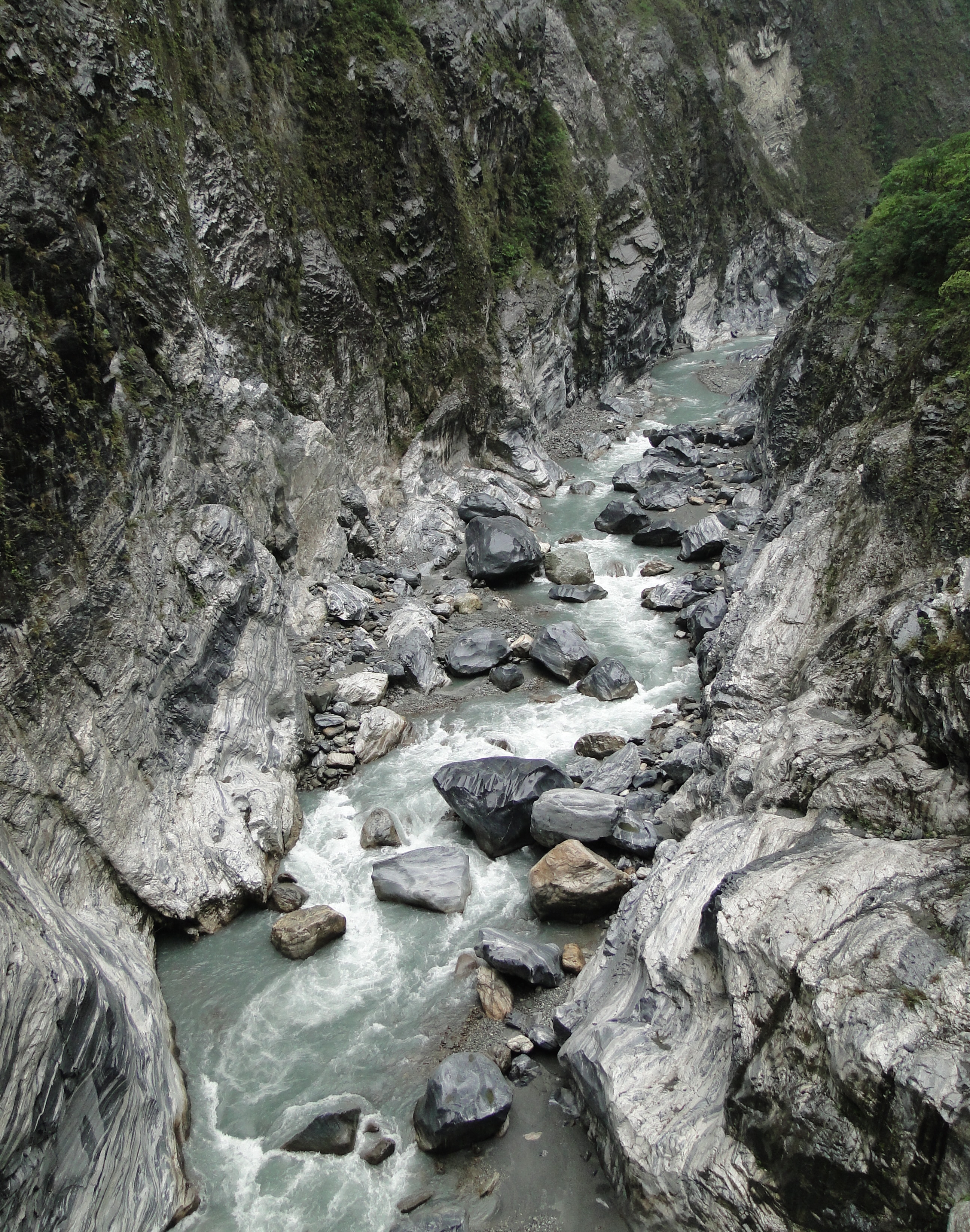
sông Lạch Vụ
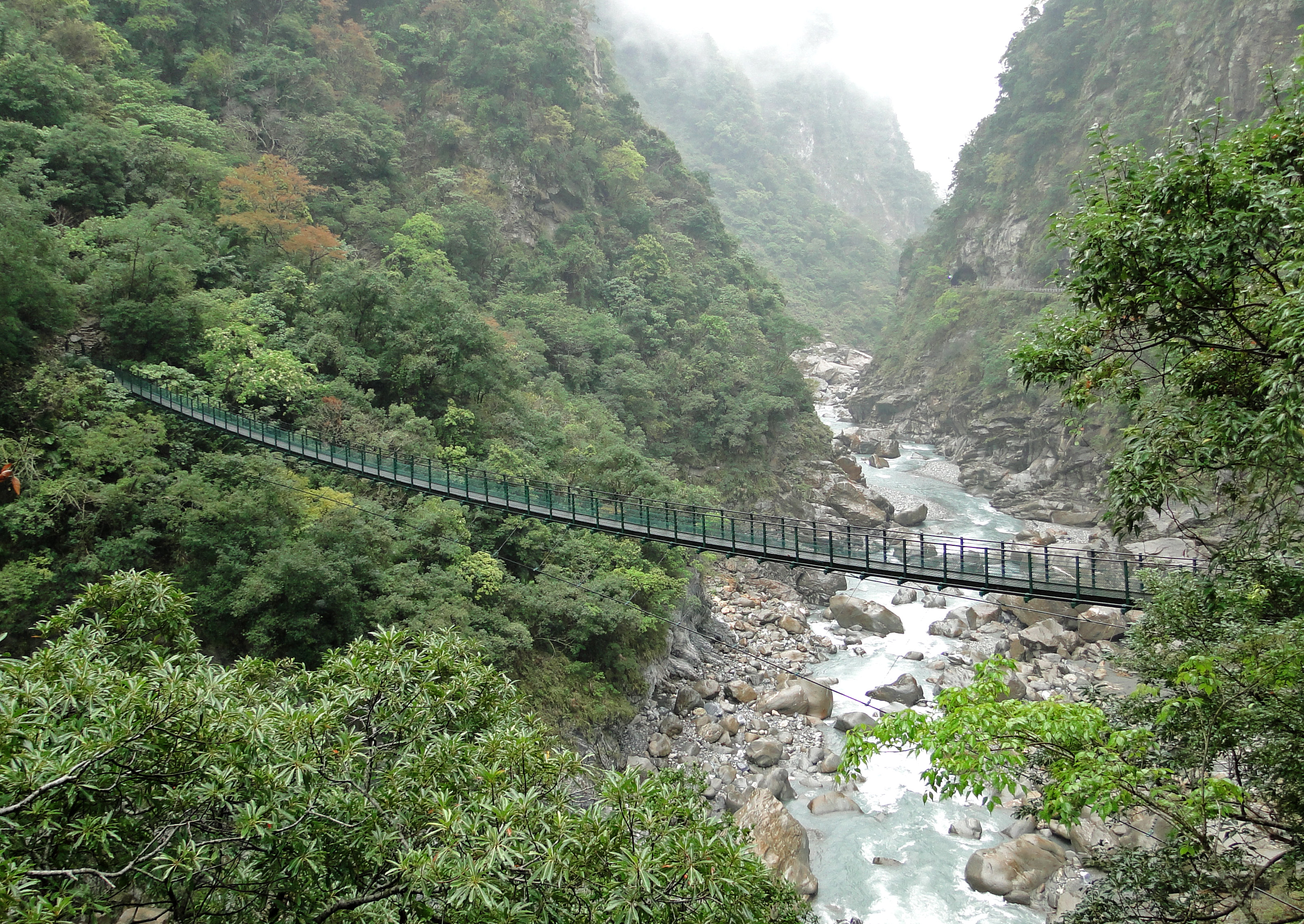
Cầu treo
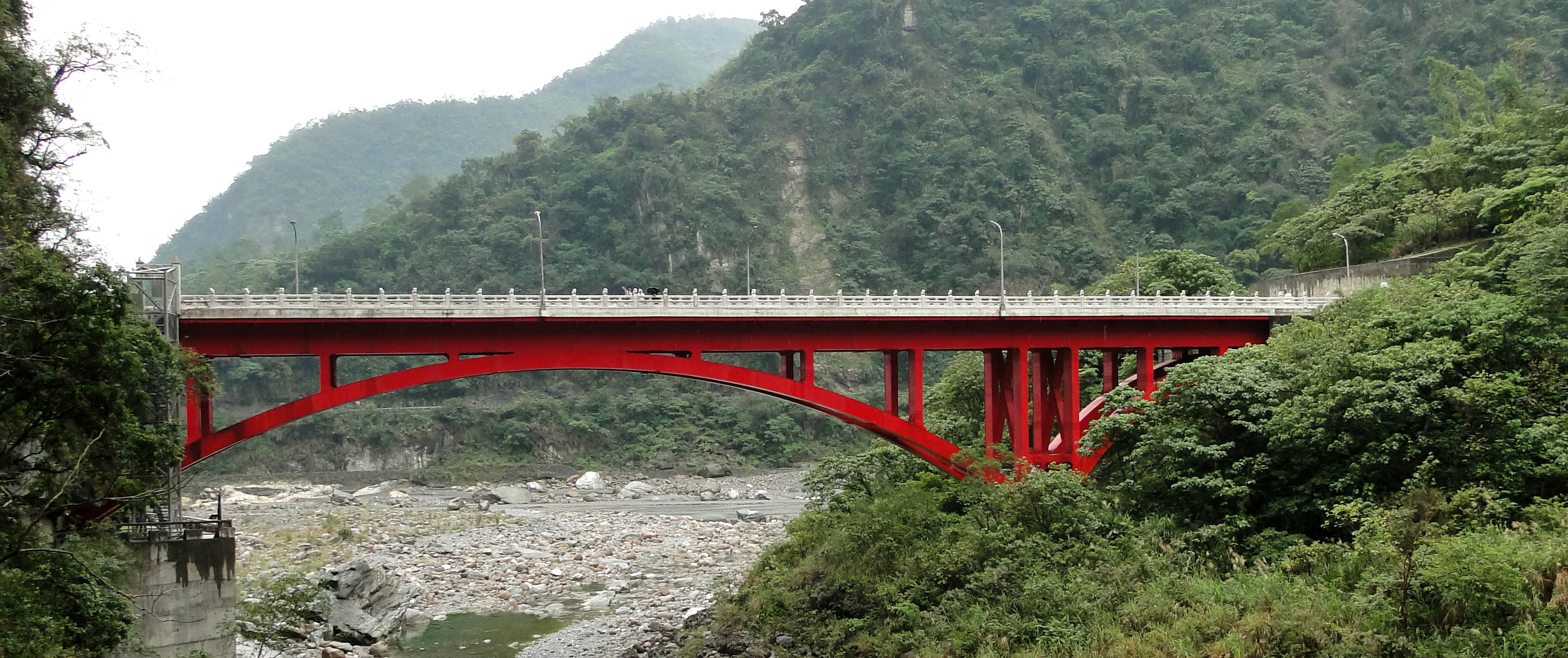
Thần Bí Cốc với cây cầu bắc qua
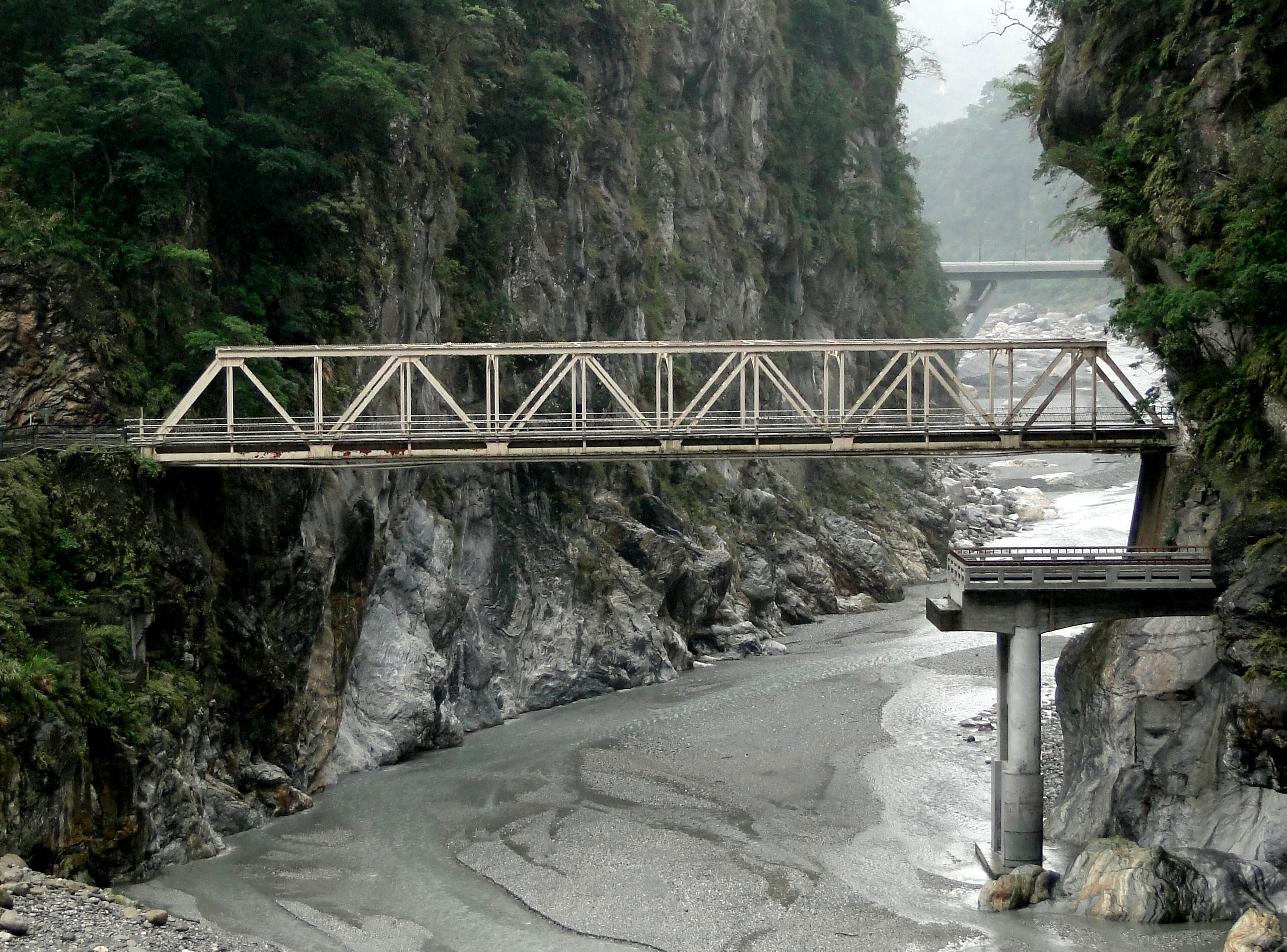
Cầu Trường Xuân
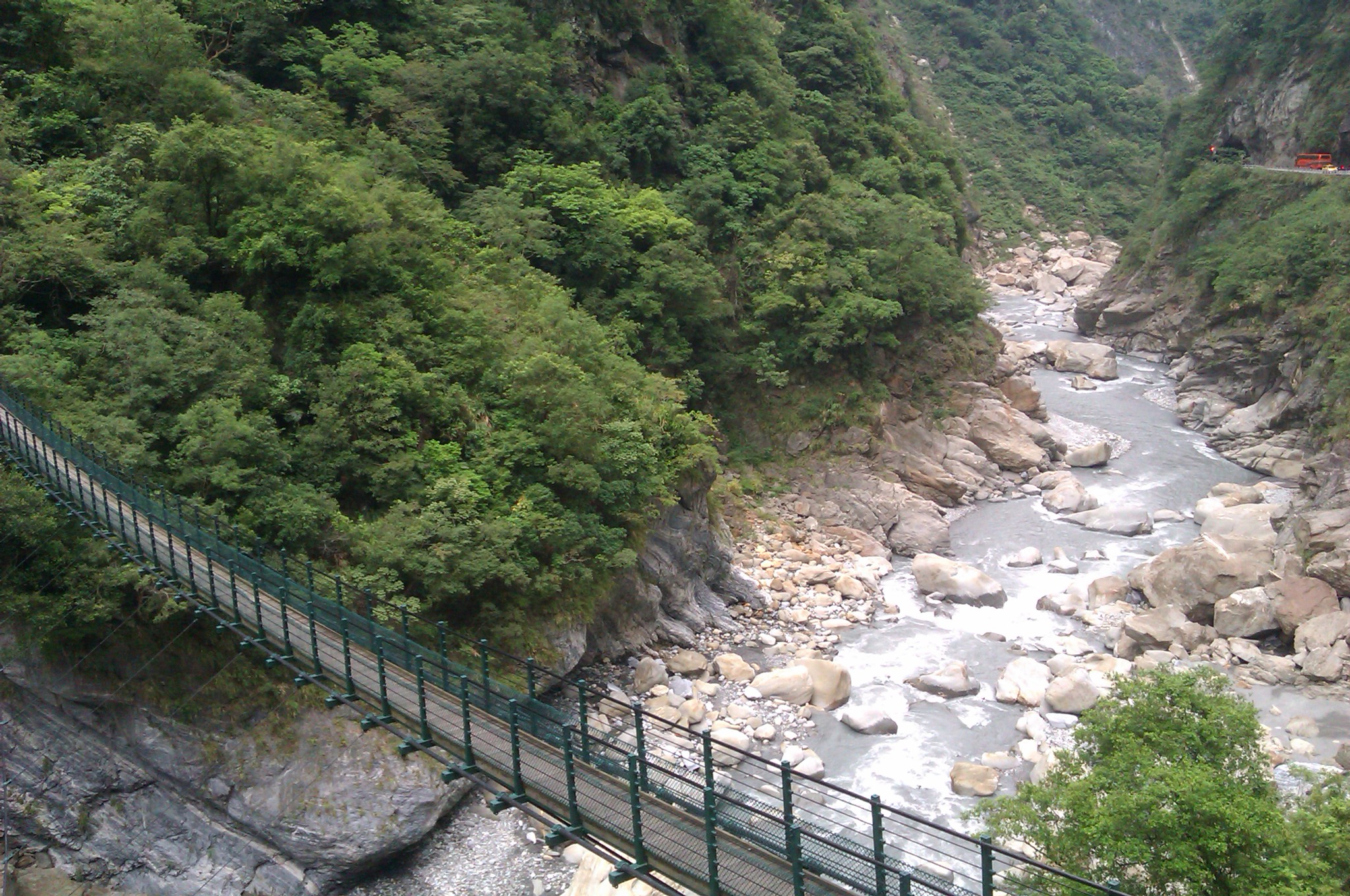
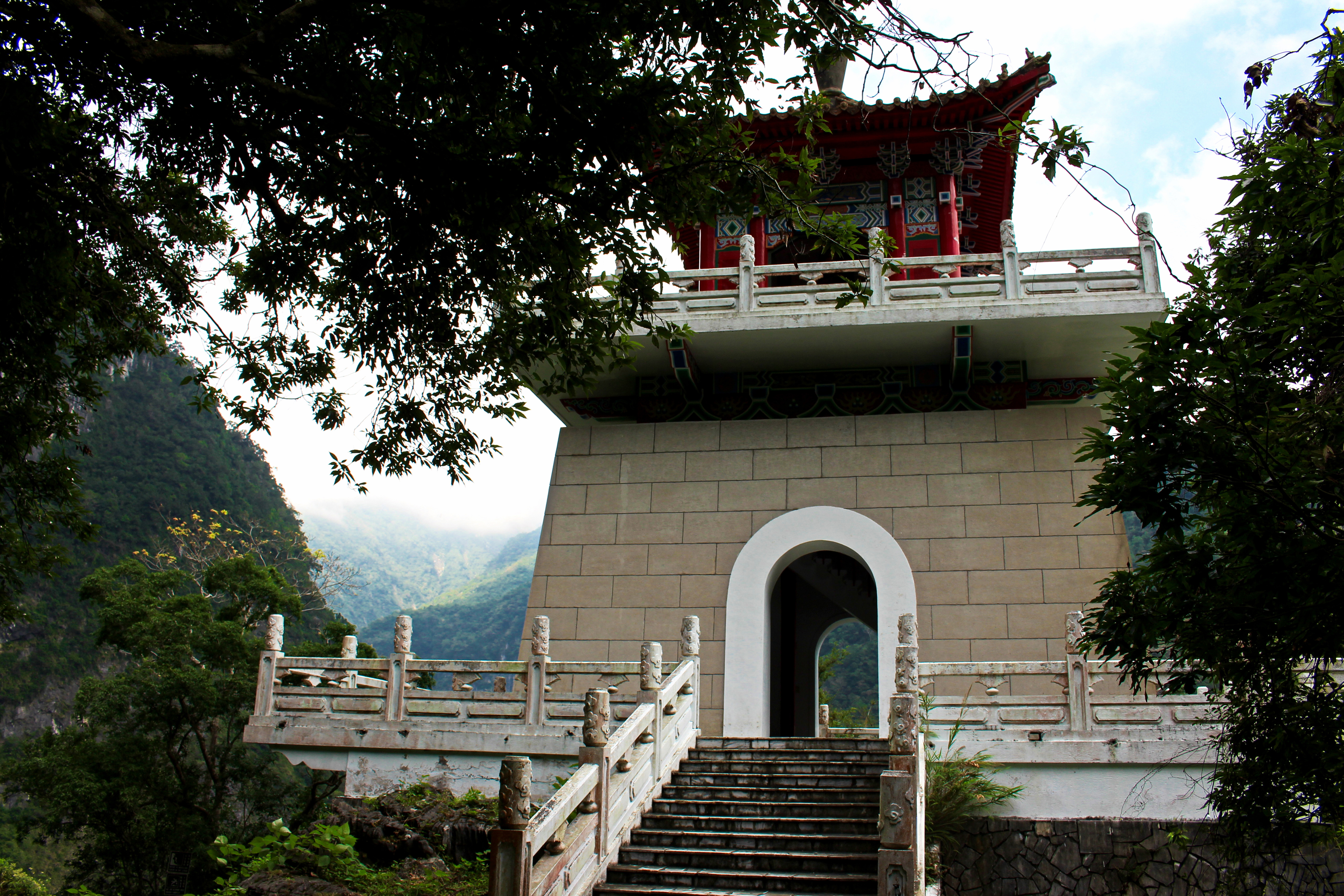
Tháp chuông Thái Lỗ Các
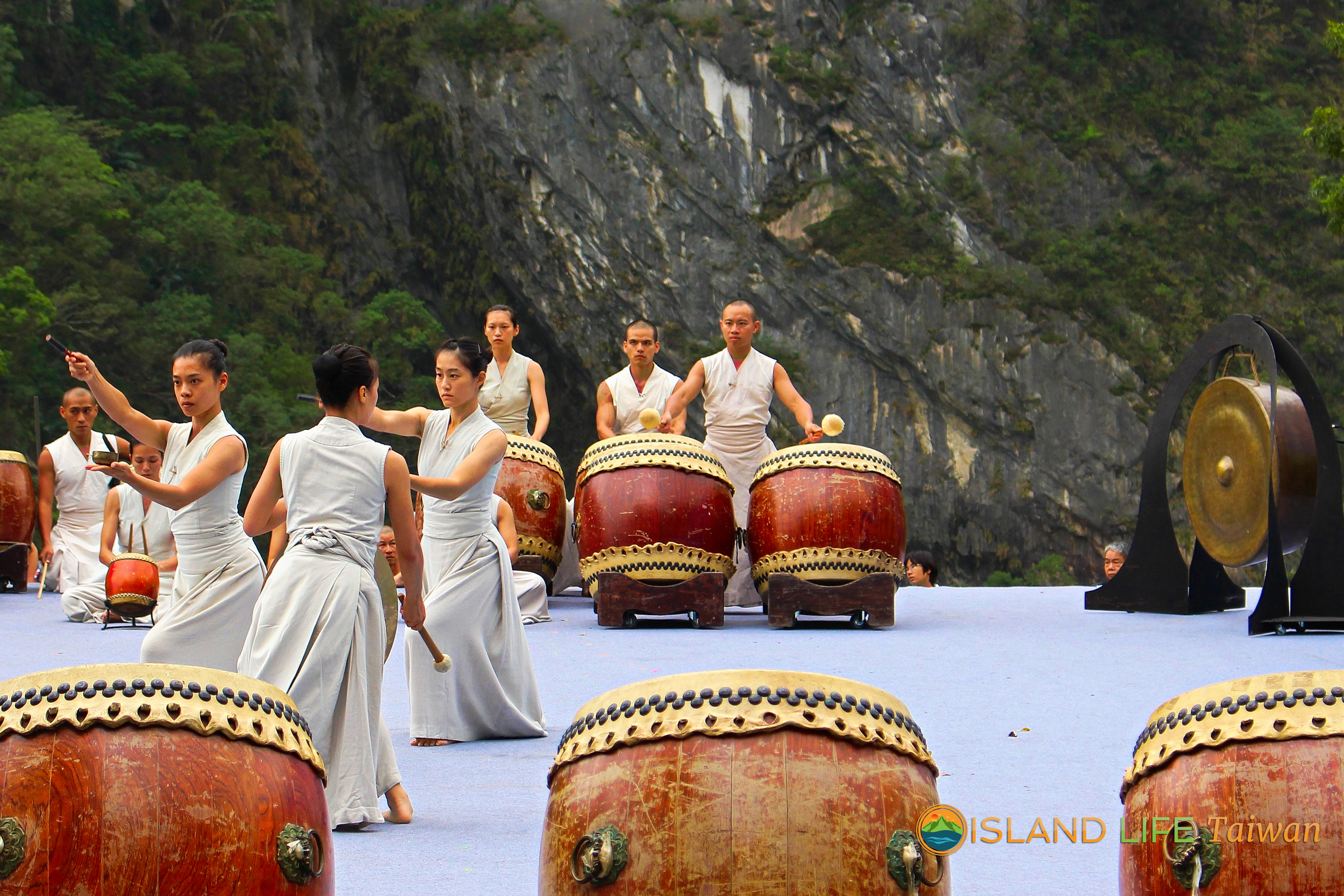
Lễ hội âm nhạc tại Thái Lỗ Các